# Jean-Luc Miesch
Pour les articles homonymes, voir Christian Miesch.
Jean-Luc Miesch, né le 25 août 1952 à Rennes, est un réalisateur, acteur et scénariste français connu pour avoir réalisé Nestor Burma, détective de choc (1982) avec Michel Serrault dans le premier rôle.

## Biographie
Il est marié à Élizabeth Bourgine, avec qui il a eu un fils, prénommé Jules.

## Filmographie

### Réalisateur
- 1976 : Madame G
- 1982 : Nestor Burma, détective de choc
- 1982 : De bien étranges affaires  : Lourde gueuse (série TV)
- 1996 : Les anneaux de la gloire (téléfilm)
- 2010 : Streamfield, les carnets noirs

### Acteur
- 1979 : Le mors aux dents de Laurent Heynemann - Le réalisateur TV
- 1980 : Tout dépend des filles de Pierre Fabre - Concierge au balai
- 1994 : Grosse fatigue de Michel Blanc - Jean-Luc Miesch
- 1984 : Subway de Luc Besson - The Metro Official